# Eugnosta emarcida
Eugnosta emarcida es una especie de polilla de la tribu Cochylini, familia Tortricidae. Fue descrita científicamente por Razowski & Becker en 1986.

## Distribución
Se encuentra en Honduras y México.